# Michael Kiesling
Michael Kiesling (n. 1957) es un diseñador alemán de juegos de mesa. Muchos de sus juegos han sido nominados o han ganado el premio Spiel des Jahres.
Kiesling comenzó a trabajar como diseñador de juegos a tiempo completo en 1989. En 1988, fue uno de los firmantes de la "Proclamación Coaster" realizada por un grupo de diseñadores de juegos alemanes en la Feria del Juguete de Núremberg, en la que se comprometían a no permitir que los distribuidores produjeran juegos sin que se les atribuyera correctamente la autoría en la caja. El movimiento logró asegurar un mayor reconocimiento de los diseñadores de juegos en la industria alemana.
Es especialmente conocido como creador del juego de mesa Azul, ganador del Spiel des Jahres de 2018 y por la coautoría con Wolfgang Kramer la trilogía de juegos de mesa Tikal (ganador de Spiel des Jahres y Deutscher Spiele Preis 1999), Java y Mexica, así como del juego de 1999 Torres, también ganador del Spiel des Jahres, y de su secuela de 2023 Wandering Towers.